# 大炊御門経光
大炊御門 経光（おおいのみかど つねみつ）は、江戸時代前期から中期にかけての公卿。左大臣・大炊御門経孝の子。官位は従一位・左大臣。大炊御門家20代当主。主に後光明天皇（110代）・後西天皇（111代）・霊元天皇（112代）・東山天皇（113代）に仕えた。

## 経歴
正保2年（1645年）に叙爵。以降累進し、万治2年（1659年）従三位に叙され公卿に列した。万治3年（1660年）に権中納言。寛文3年（1663年）に正三位権大納言・神宮伝奏となる。寛文4年（1664年）には踏歌節会外弁。延宝3年（1675年）には右近衛大将となり、延宝6年（1678年）まで在職。
延宝5年（1677年）には内大臣となり、天和元年（1681年）まで在職した。延宝8年（1680年）には踏歌節会内弁。元禄3年（1690年）右大臣に任じられるが、翌年辞職。元禄5年（1692年）には従一位に昇進。宝永元年（1704年）には左大臣になるもすぐに辞職した。

## 系譜
- 父：大炊御門経孝
- 母：家女房
- 正室：細川立孝の娘
- 生母不明の子女
  - 男子：内藤義竜 - 内藤義恭猶子
  - 女子：鷲尾隆長室
- 養子
  - 男子：大炊御門信名 - 近衛基熙の次男